# مجلة مدرسة جرول الزراعية
مجلة مدرسة جرول الزراعية، تعتبر أول مجلة فنية زراعية تجارية صناعية تصدر بالحجاز، وتحديداً في مكة المكرمة.

## سنة التأسيس
صدرت في بداية شهر رجب 1338هـ/21 مارس 1920م، وكانت تصدر في أول كل أسبوع من كل شهر، وعلق مديرها هاشم المعري قائلاً:" ... وبما أننا دخلنا في دور الزراعة الحديثة وعزمنا بعد الاتكال على الله تعالى أن نفي هذه الحرفة الجليلة حقها عاملين بالآيات الكريمة والأحاديث الشريفة الدالة على الاهتمام بالزراعة والفلاحة، قد شرعنا في إصدار مجلتنا هذه باسم "مجلة مدرسة جرول الزراعية، ويتولى أمر تحريرها طلاب المدرسة للعمل على نشر الفكرة الزراعية، وعزمنا على إصدارها في الوقت الحاضر مرة في الشهر ولنا وطيد الأمل في نموها حتى تكون أسبوعية ولذلك يستنهض طلاب مدرستنا الزراعيين زملاءهم باتحافهم إياها من زبد أفكارهم، ونتمنى من حضرات الأفاضل أرباب هذا الفن تبادل الآراء الزراعية لنقف على دوران المحور الزراعي في البلاد العربية خاصة..".

## موضوعات فهرس العدد الأول من المجلة
- افتتاحية المجلة بقلم المدير المسؤول
- الغاية من تأسيس المدرسة الزراعية التلميذ عباس سالم
- برنامج مدرسة جرول الزراعية المدير المسؤول
- ملخص الترصدات الجوية في المدرسة الزراعية التلميذ عمر المهدي
- ظهور الخيل وأول من ركبها أمين بك مطر
- المناظر الطبيعية والزراعية في الحجاز التلميذ عمر صيرفي
- متفرقات المدير المسؤول
- القواعد الأساسية لاستعمال الأسمدة الصناعية والطبيعية
- تطور النبات وتغيير الشخص هـ.م

وتكون العدد الأول من المجلة من 30 صفحة، أما العددان الثاني والثالث فيتكون كل منهما من 32 صفحة، ولم تعمر المجلة طويلاً؛ فقد أنقطعت عن الصدور بعد العدد الثالث.

## وصلات خارجية
- من الصحف والمجلات الصادرة في مكة المكرمة.